# 導引星

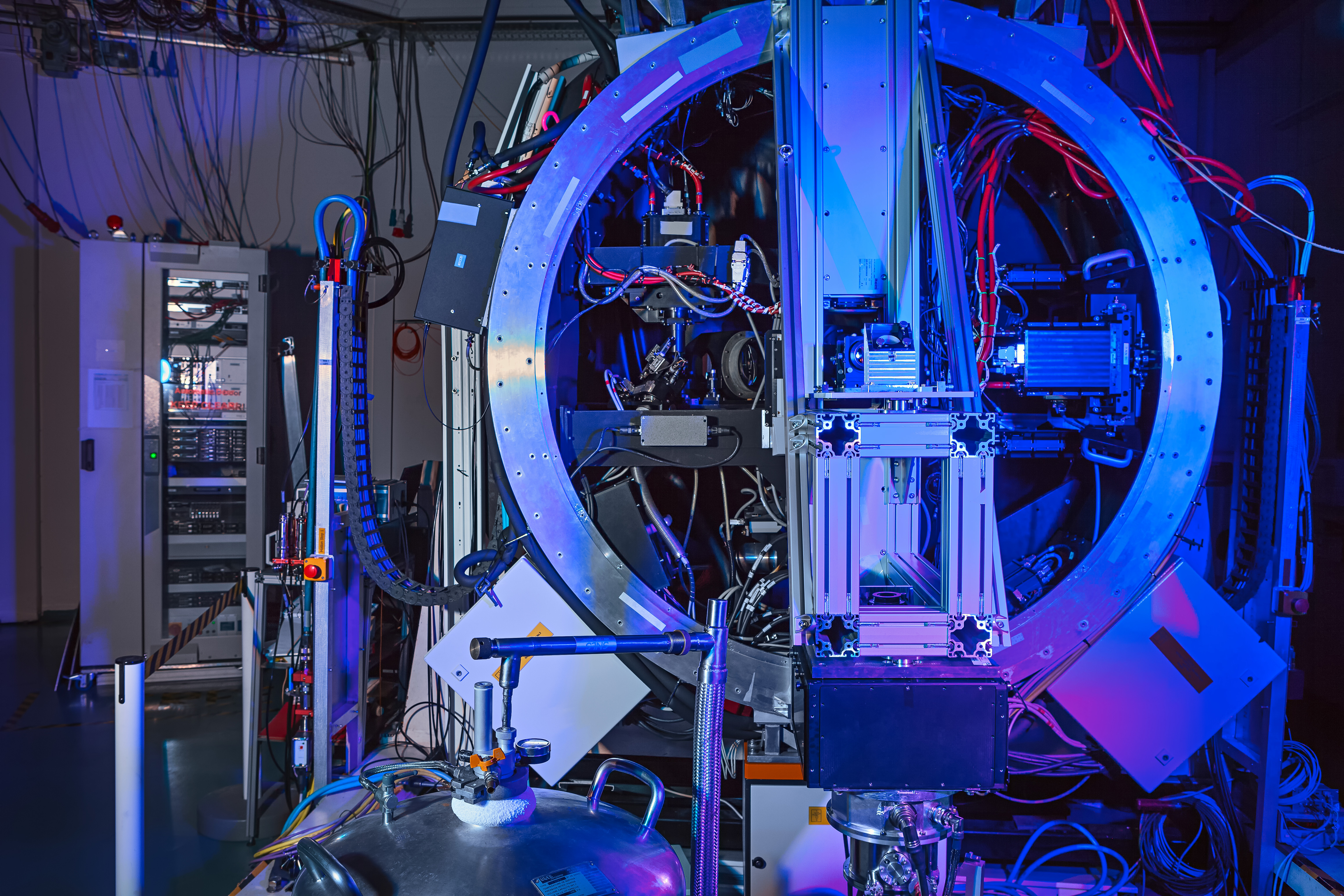
GALACSI是甚大望遠鏡的調適光學系統使用的人工雷射導引星。

導引星是一個參考星，在天文學中，是用於保持望遠鏡準確對天體的跟蹤，該物體在天空中的視運動主要是由於地球自轉。
精確的望遠鏡指向和跟蹤，對於獲得良好的天文圖像和天文攝影至關重要。  但是，由於地球自轉，天空相對於地球似乎永遠處於恆定運動狀態。雖然用肉眼觀察時，這種運動似乎相對較慢，但即使是小型望遠鏡也能提供高放大倍率和更小的視野，使得這種運動在秒級的時間尺度上變得明顯。
雖然太空望遠鏡沒有安裝在旋轉的行星上，但它們仍然使用導引星，包括哈伯太空望遠鏡的導引星表中列出的那些天體。
通常使用計算機控制的電動機來使望遠鏡根據預先計算的指向模組與天空的視運動同步移動。但是，通常存在與模組相關的顯著非零誤差，只是對天空真實運動的近似值。

大多數現代的專業望遠鏡都使用導引星。自動導星指向位於被觀察物體附近的一顆足夠明亮的恆星，如果指向開始漂移，則可以檢測到誤差並糾正運動。當計算機應用校正時，這是最準確的，但業餘望遠鏡通常只有手動校正（需要觀察者在曝光期間連續用眼睛跟隨恆星，這可能會是一個很長的時間）。
導引星也被用於調適光學。在這種應用中，恆星不是用來校正地球的自轉，而是用來校正地球大氣層中的湍流。通過測量觀察到的導引星運動，並對主鏡進行微小的扭曲，望遠鏡可以產生比沒有調適光學元件時更清晰的圖像。然而，只有大約1%的夜空足夠接近天然導引星以使用調適光學，因此已經開發了各種製造人工雷射導引星的方法，包括由勞倫斯利佛摩國家實驗室開發並被加利福尼亞大學的Lick和Keck天文台使用的。